# Bnej Menaše

Vlajka Bnej Menaše

Bnej Menaše (hebrejsky: בני מנשה, doslova „Děti Manasese“) je skupina více než 9000 indických Židů ze severovýchodních indických svazových států Manipur a Mizoram ležících při hranici s Barmou a Bangladéšem, kteří tvrdí, že jsou potomky jednoho ze ztracených kmenů Izraelitů. Svůj původ odvozují od kmene Manases, který byl před více než 2700 lety, spolu s dalšími devíti izraelitskými kmeny, odveden Asyřany do exilu. Během posledních deseti let provedlo díky organizaci Šavej Jisra'el, která vyhledává Židy po celém světě, do Izraele aliju na 1500 příslušníků Bnej Menaše. V Izraeli žijí tito přistěhovalci zejména v osadách Kirjat Arba, Ofra a Bejt El.